# Grand Azerbaïdjan

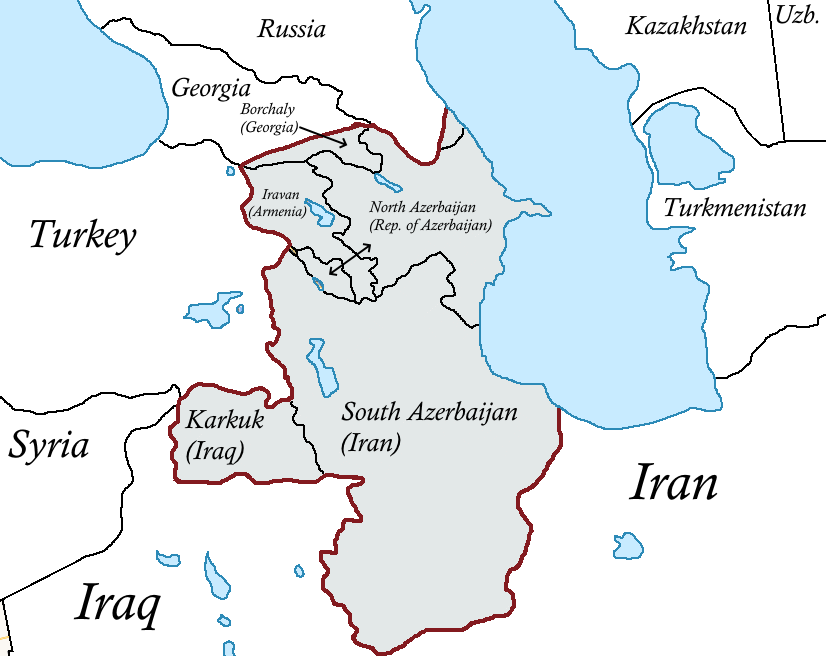
Carte du Grand Azerbaïdjan selon Adalet Tahirzadeh.

Le Grand Azerbaïdjan (azéri : Bütöv Azərbaycan) est un concept nationaliste azéri prônant l'union politique des territoires peuplés d'Azéris ou ayant historiquement abrité des populations azéries.

## Histoire
La notion de « Grand Azerbaïdjan » a été formulée par Piruz Dilenchi (en) en 1991 et définie par Abulfaz Elchibey (président de la République d’Azerbaïdjan en 1992-1993) en 1992. Dans un livre consacré à cette idée intitulé Bütöv Azərbaycan yolunda publié à Ankara en 1998, Elchibey revendique « le droit des Azéris à contrôler les territoires leur appartenant historiquement » (« Historiquement, [les frontières du] Grand Azerbaïdjan s'étendaient de Derbent au golfe Persique, avec Hamedan en son centre »), affirmant que le territoire de l'Azerbaïdjan (Birləşmiş Azərbaycan Yurdları) devrait s'étendre de Derbent au Daghestan jusqu'au lac d'Ourmia en Iran (Azerbaïdjan iranien),.

## Usage actuel

Répartition des Azéris en Azerbaïdjan et dans les pays voisins.

Le terme de « Grand Azerbaïdjan » est toujours utilisé dans le cadre d'initiatives politiques telles que le SANLM (CAMAH) et le Parti du front populaire pour le Grand Azerbaïdjan (en).
Bien que les frontières du Grand Azerbaïdjan ne soient pas strictement définies, la plupart des sources citent les territoires suivants :
- Azerbaïdjan occidental (Qərbi Azərbaycan) - la totalité du territoire du  Haut-Karabagh et de la  république d'Arménie.
- Azerbaïdjan du Sud (Cənubi Azərbaycan) - provinces d'Azerbaïdjan oriental, d'Azerbaïdjan occidental, de Zandjan et d'Ardabil au Nord-Ouest de  l'Iran.
- Borchali (Borçalı) - région de la Basse Kartlie, au Sud de la  Géorgie.
- Derbent (Dərbənd) - raïon de Derbent (en), autour de Derbent, au Sud du  Daghestan en  Russie.

## Contexte idéologique
La notion de « Grand Azerbaïdjan » s'inscrit dans une idéologie protochroniste qui affirme que les Azéris actuels descendent directement des habitants non seulement antiques, mais préhistoriques de l'ancienne Atropatène, qui auraient été des peuples turcs parlant une langue-mère, la « langue-Soleil » dont seraient issues toutes les langues de la Terre, : par conséquent, les Azéris auraient été présents sur le territoire du Grand Azerbaïdjan avant tous les peuples voisins, caucasiens, indo-européens, iraniens, et c'est pour restaurer cette « vérité première » que les autorités azerbaïdjanaises détruisent ou transforment les monuments et les nécropoles de leur juridiction, témoignant de la culture de ces autres peuples.